# Bertrand (Missouri)
Bertrand é uma cidade localizada no estado americano de Missouri, no Condado de Mississippi.

## Demografia
Segundo o censo americano de 2000, a sua população era de 740 habitantes. 
Em 2006, foi estimada uma população de 718, um decréscimo de 22 (-3.0%).

## Geografia
De acordo com o United States Census Bureau tem uma área de 
1,7 km², dos quais 1,7 km² cobertos por terra e 0,0 km² cobertos por água. Bertrand localiza-se a aproximadamente 95 m acima do nível do mar.

## Localidades na vizinhança
O diagrama seguinte representa as localidades num raio de 16 km ao redor de Bertrand. 